# Petricolinae
Sous-famille
Les Petricolinae (ou anciennement Petricolidae) sont une famille de mollusques bivalves. WoRMS considère ce taxon comme une sous-famille appartenant à la famille Veneridae.

## Liste des genres
Selon World Register of Marine Species (24 avril 2024) :
- genre Asaphinoides F. Hodson, 1931
- genre Choristodon Jonas, 1844
- genre Cooperella P. P. Carpenter, 1864
- genre Lajonkairia Deshayes, 1855
- genre Mysia Lamarck, 1818
- genre Petricola Lamarck, 1801
- genre Petricolaria Stoliczka, 1870

Selon ITIS (1er juin 2016) :
- genre Choristodon Jonas, 1844
- genre Cooperella Carpenter, 1864
- genre Mysia Lamarck, 1818
- genre Petricola Lamarck, 1801
- genre Petricolaria Stoliczka, 1870
- genre Rupellaria Fleuriau de Bellevue, 1802